# Euphorbia applanata
Espèce
Statut CITES
Euphorbia applanata est une espèce de plantes de la famille des Euphorbiaceae. Elle a été décrite par Mats Thulin et Abdul Nasser Al-Gifri en 1995 dans Nordic Journal of Botany.